# Episodi de La nostra amica Robbie (ottava stagione)
Gli episodi della ottava stagione di La nostra amica Robbie sono andati in onda dal 15 novembre del 2008 al 24 gennaio del 2009. In Italia sono stati trasmessi dal 7 settembre 2011.
| n° | Titolo originale        | Titolo italiano      | Prima TV Germania | Prima TV Italia   |
| -- | ----------------------- | -------------------- | ----------------- | ----------------- |
| 1  | Geheimnis unter Wasser  | Segreto sott'acqua   | 15 novembre 2008  | 7 settembre 2011  |
| 2  | Robbie und das Krokodil | Robbie e il caimano  | 22 novembre 2008  | 8 settembre 2011  |
| 3  | Robbie und der Raüber   | Robbie e il ladro    | 29 novembre 2008  | 9 settembre 2011  |
| 4  | Bombenalarm             | Allarme bomba!       | 6 dicembre 2008   | 10 settembre 2011 |
| 5  | Dunkle Geschäfte        | Oscuri affari        | 13 dicembre 2008  | 11 settembre 2011 |
| 6  | Robbie und der Bär      | Robbie e l'orso      | 20 dicembre 2008  | 12 settembre 2011 |
| 7  | Sturzflug               | Volo in picchiata    | 3 gennaio 2009    | 13 settembre 2011 |
| 8  | Robbie hat schwein      | Robbie e il maialino | 10 gennaio 2009   | 14 settembre 2011 |
| 9  | Schwarze Schafe         | La pecora nera       | 17 gennaio 2009   | 15 settembre 2011 |
| 10 | Atlasten                | Un premio meritato   | 24 gennaio 2009   | 16 settembre 2011 |